# Ureaplasma urealyticum
L'Ureaplasma urealyticum és un bacteri que pertany al gènere Ureaplasma i a la família Mycoplasmataceae de l'ordre Mycoplasmatales. Aquesta família està formada pels gèneres Mycoplasma i Ureaplasma. El seu tipus de soca és T960. Hi ha dos biovars coneguts d'aquesta espècie; T960 i 27. Aquestes soques de bacteris es troben habitualment en els tractes urogenitals dels éssers humans, però el creixement excessiu pot provocar infeccions que causen molèsties al pacient. A diferència de la majoria de bacteris, l'Ureaplasma urealyticum no té una paret cel·lular que el fa únic en fisiologia i tractament mèdic.

## Rellevància clínica
L'Ureaplasma urealyticum, principalment, pot causar uretritis i pot causar vaginosi bacteriana.